# Santa Cruz (Marinduque)
Santa Cruz is een gemeente in de Filipijnse provincie Marinduque op het gelijknamige eiland. Bij de laatste census in 2007 had de gemeente ruim 61 duizend inwoners.

## Geografie

### Bestuurlijke indeling
Santa Cruz is onderverdeeld in de volgende 55 barangays:
| - Alobo - Angas - Aturan - Bagong Silang Pob. - Baguidbirin - Baliis - Balogo - Banahaw Pob. - Bangcuangan - Banogbog - Biga - Botilao - Buyabod - Dating Bayan - Devilla - Dolores - Haguimit - Hupi - Ipil | - Jolo - Kaganhao - Kalangkang - Kamandugan - Kasily - Kilo-kilo - Kiñaman - Labo - Lamesa - Landy - Lapu-lapu Pob. - Libjo - Lipa - Lusok - Maharlika Pob. - Makulapnit - Maniwaya - Manlibunan | - Masaguisi - Masalukot - Matalaba - Mongpong - Morales - Napo - Pag-Asa Pob. - Pantayin - Polo - Pulong-Parang - Punong - San Antonio - San Isidro - Tagum - Tamayo - Tambangan - Tawiran - Taytay |

## Demografie
Santa Cruz had bij de census van 2007 een inwoneraantal van 61.322 mensen. Dit zijn 1.267 mensen (2,1%) meer dan bij de vorige census van 2000. De gemiddelde jaarlijkse groei komt daarmee uit op 0,29%, hetgeen lager is dan het landelijk jaarlijks gemiddelde over deze periode (2,04%). Vergeleken met de census van 1995 is het aantal mensen met 4.331 (7,6%) toegenomen.

De bevolkingsdichtheid van Santa Cruz was ten tijde van de laatste census, met 61.322 inwoners op 270,77 km², 226,5 mensen per km².